# Thị trấn của Liên minh Hanseatic tại Visby
Thị trấn của Liên minh Hanseatic tại Visby là thị trấn liên minh Hanseatic ngày nay nằm ở thành phố Visby, Thụy Điển. Được công nhận là Di sản thế giới vào năm 1995, nó bao gồm thành lũy và thị trấn lịch sử nằm sau những bức tường thành, bao gồm cả Nhà thờ chính tòa Visby. Visby đại diện cho một thành phố tường thành thời Trung cổ ở Bắc Âu như là một ví dụ về thành phố cảnh quan cùng với các tòa nhà cổ kính.